# Viranşehir (district)
Viranşehir is een Turks district in de provincie Şanlıurfa en telt 152.469 inwoners (2007). Het district heeft een oppervlakte van 2272,3 km².
De bevolkingsontwikkeling van het district is weergegeven in onderstaande tabel.
| 1997    | 2000    | 2007    |
| ------- | ------- | ------- |
| 164.919 | 187.705 | 152.469 |